# Istituto centrale per il catalogo unico delle biblioteche italiane e per le informazioni bibliografiche
Istituto centrale per il catalogo unico delle biblioteche italiane e per le informazioni bibliografiche (italsky: Istituto centrale per il catalogo unico delle biblioteche italiane e per le informazioni bibliografiche) je italská vládní agentura založená v roce 1975 s cílem nahradit instituci Centro nazionale per il catalogo unico (National Union Catalog Center), která byla založena v roce 1951, aby vytvořila katalog všech knihoven v zemi.
Institut provozuje webovou síť s názvem Servizio bibliotecario nazionale (SBN), rovněž je k dispozici na webu bibliografický katalog s vyhledáváním.